# Talauma hernandezii
El molinillo, guanábano de monte o copachí (Magnolia hernandezii, antes Talauma hernandezii) es un árbol de la familia de las magnoliáceas, endémico de los bosques de la cuenca del río Cauca, en Colombia, entre los 1.700 y los 2.200 m de altitud.

## Descripción
Árbol que alcanza de 18 a 35 m de altura y de 50 a 70 cm de diámetro, pero su utilización para fabricar postes hace que sea raro encontrar ejemplares de más de 5 cm de diámetro. Copa amplia de color verde oscuro. Corteza casi lisa, de color castaño pálido. Madera de textura fina.
Hojas simples, alternas, ovadas, coriáceas, glabras, ápice redondeado, margen entero, base cuneada, nervaduras prominentes por el envés. El pecíolo posee una cicatriz que cubre toda su superficie. Las flores son grandes, solitarias, glabras y terminales; entre cuatro brácteas generalmente cubiertas con pubescencia, que encierran completamente el botón floral; tienen tres sépalos elípticos, blancos y carnosos y entre 8 y 10 pétalos color blanco a crema,  gruesos y oblongos; poseen pedúnculos más gruesos hacia el ápice. El fruto es leñoso, en forma de cono globoso, glabro, de color verde, mide entre 9,7 y 13 cm de longitud, por 10,2 a 11,3 cm de ancho; sobre su eje central quedan adheridas las semillas cuando el fruto hace dehiscencia. Se pueden encontrar entre 81 y 219 semillas por fruto, de las cuales, en algunos casos, más del 50% no se forman completamente, cada carpelo contiene de una a dos semillas.  con cubierta carnosa, de color rojo escarlata, muy aromática, bajo la cual se encuentra una superficie más dura, lisa y de color marrón oscuro a negro. Cada semilla mide entra 7,7 y 9,7 mm de ancho, por 9,9 a 13,7 mm de largo y 5,5 a 7 mm de grosor.

## Hábitat y distribución local

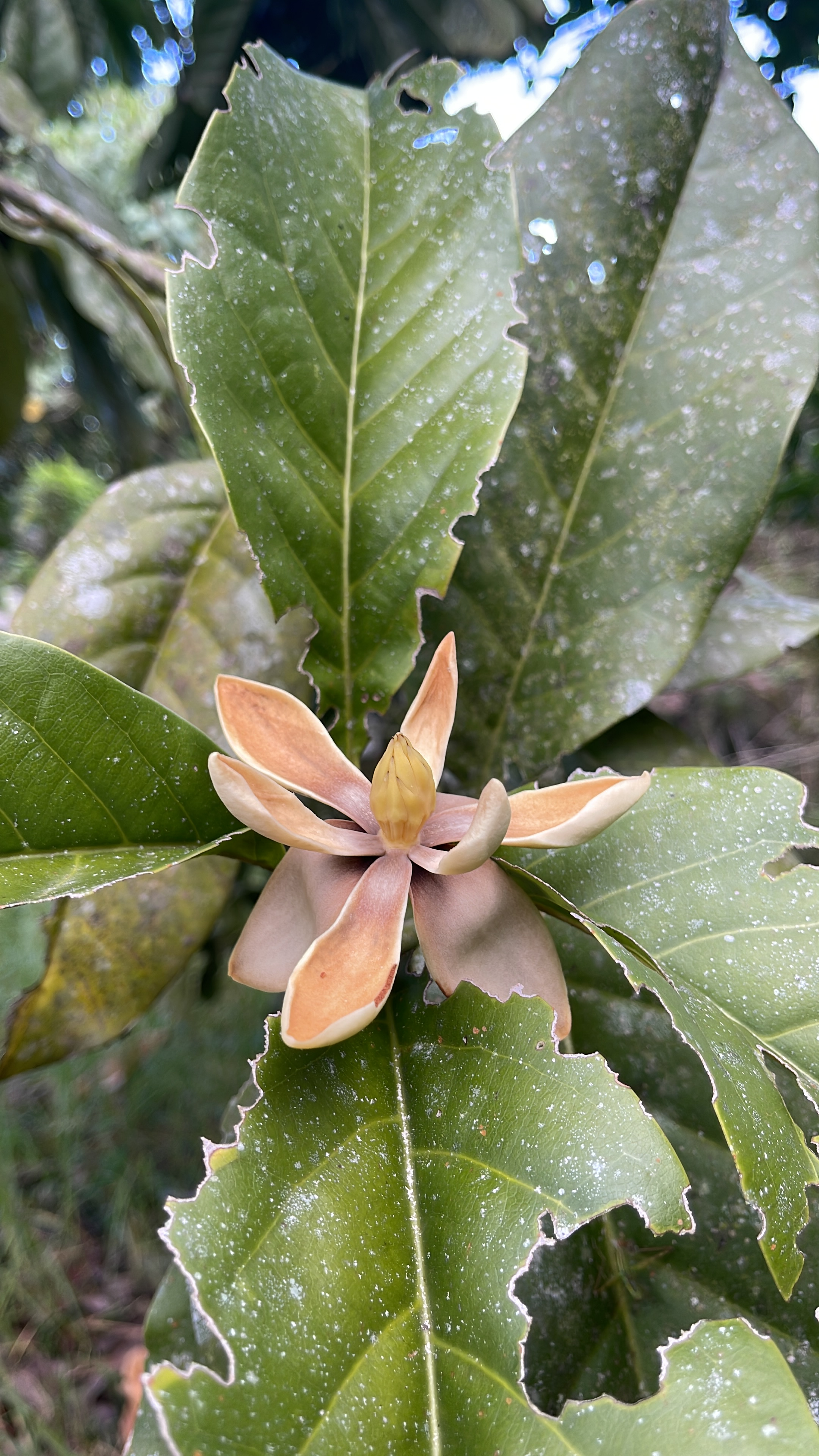
Flor de Magnolio Hernandezii

Esta especie es exclusiva de Colombia, se distribuye en el valle geográfico del río Cauca desde 1.700 hasta 2.600 m s. n. m. en las zonas de vida bosque húmedo montano y bosque húmedo premontano. Es un árbol del dosel superior que crece en fragmentos de bosque primario intervenido y rastrojos o como árbol solitario en potreros y cafetales, generalmente en cumbres y laderas de montaña. En la jurisdicción de CORANTIOQUIA se ha registrado en los municipios de Andes, Betulia, Buriticá, Caramanta, Ciudad Bolívar, Ebéjico, Jardín, Jericó, Pueblo Rico y Támesis. En el departamento de Risaralda se ha registrado en los municipios de Pereira, Marsella, Belén de Umbría, Quinchía y Santa Rosa de Cabal.

## Usos
Es maderable y el centro o eje de su fruto ha sido empleado durante muchos años en la fabricación del extremo inferior de los "molinillos" de batir chocolate. Su madera ha sido utilizada en carpintería y ebanistería. La especie tiene potencial como ornamental por su bello porte, follaje brillante y el tamaño de sus flores.

## Situación actual
El molinillo está categorizado como “En Peligro” (EN) en el Libro Rojo de Plantas de Colombia, esto se debe a una reducción en su tamaño poblacional estimada por encima del 50%, la cual, a su vez, está ocasionada por la pérdida de sus hábitats naturales.

## Fenologia Reprodutiva
De acuerdo a las observaciones realizadas los árboles de M. hernandezii presentan una cantidad casi constante de flores abiertas y en botón durante todo el año, sólo se observa un leve descenso en la producción de éstas durante los meses de junio y julio, cuando se registra disminución en las lluvias.
Aunque no hay un momento específico para la recolección de los frutos ya que estos están presentes en forma constante y en diferentes fases de desarrollo, si se registra una mayor proporción de frutos maduros durante los meses de septiembre, octubre, diciembre, enero y junio. Según lo observado la formación y desarrollo de los frutos tarda entre 7 y 8 meses, siendo este tiempo superior al de las otras especies, lo cual puede deberse al mayor tamaño de sus frutos.

## Manejo de las semillas, propagación sexual y producción en vivero

### Descripción del fruto y la semilla

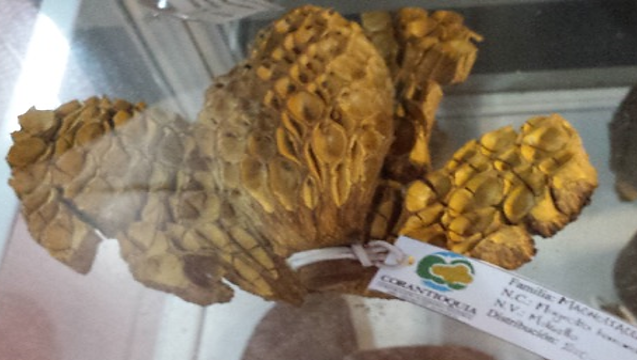
Fruto seco abierto de T. hernandezii

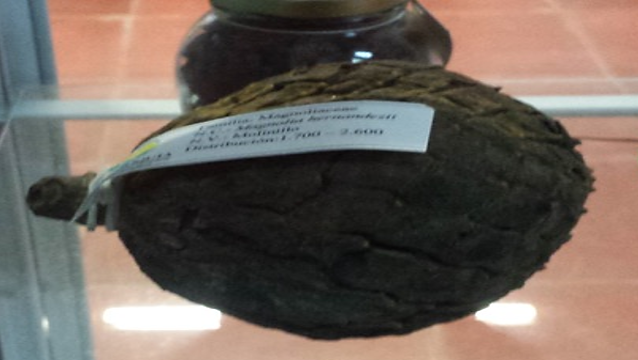
Fruto de T. hernandezii

El fruto es leñoso, sub-globoso, glabro, de color verde, mide entre 9,7 y 20 cm de largo, y de 8 a 25 cm de ancho; sobre su eje central quedan adheridas las semillas cuando el fruto hace dehiscencia. Se pueden encontrar entre 105 y 219 semillas por fruto, de las cuales, en algunos casos, más del 50% no se forman completamente. Cada folículo contiene de una a dos semillas.
Las semillas están cubiertas por una sarcotesta de color rojo, cuyo grosor oscila entre 0,4 y 2,3 mm. Su forma es variable, desde semillas ovadas hasta irregulares con un lado aplanado; miden entre 10 y 13,7 mm de longitud, de 7,7 a 9,7 mm de ancho y entre 4,4 y 7,1 mm de grosor. Poseen testa negra, la cubierta interna de la semilla es blanca, embrión pequeño. El peso de 1000 semillas varía entre 257 y 278 gramos y un kilogramo puede contener entre 3.597 y 3.891 semillas.

### Sistema de recolección y procesamiento de los frutos
La recolección de los frutos se puede hacer durante los meses de septiembre, octubre, diciembre, enero y junio. Dado que los frutos al madurar hacen dehiscencia y liberan las semillas, se recomienda recolectarlos cuando aún están verdes pero se han hecho notorias las líneas de abertura. La forma más segura y recomendable de recolectarlos es directamente del árbol utilizando un medio de escalado que no maltrate la corteza. En algunos casos cuando los árboles no son de mucha altura o tienen ramas de fácil acceso se podrá realizar la recolección desde el piso con la ayuda de una podadora de extensión. Cuando se colectan del piso se deben examinar muy bien con el fin de eliminar los frutos y semillas que presenten perforaciones por insectos o presencia de hongos.
Una vez los frutos han hecho dehiscencia se extraen las semillas maduras que se encuentren en buena condición fitosanitaria. Con el fin de retirar la sarcotesta roja que las cubre se sumergen en agua fría durante 24 horas, posteriormente se maceran y se enjuagan nuevamente.

### Almacenamiento de las semillas
No se recomienda el almacenamiento de las semillas ya que, de acuerdo a ensayos preliminares, son muy sensibles a la desecación, sin embargo si no es posible la siembra inmediata se pueden conservar durante pocos días en nevera; para ello se almacenan, con la sarcotesta roja, entre aserrín húmedo y en un recipiente hermético.

### Siembra y germinación
Antes de la siembra es importante remover la sarcotesta a las semillas, lavarlas muy bien con agua corriente y sumergirlas en una solución de hipoclorito de sodio al 1% durante 15 minutos para evitar la infestación por hongos.
Para lograr una buena germinación en semillas de molinillo se recomienda someterlas a hidratación durante 12 horas y sembrarlas en una mezcla de tierra y arena (proporción 2:1), con este tratamiento la potencia germinativa varía entre 60 y 68% mientras en semillas no hidratadas la potencia germinativa varía entre 40 y 48%. La germinación inicia aproximadamente entre 56 y 61 días después de la siembra, indistintamente si se colocan a plena exposición o en oscuridad, y se completa de 30 a 40 días más tarde.
Otra opción que se puede contemplar para la propagación de esta especie consiste en mezclar las semillas (previamente hidratadas 12 horas) con aserrín húmedo y ponerlas dentro de una bolsa negra, en estas condiciones las semillas inician su germinación dos meses después de la siembra y se completa, aproximadamente, tres meses más tarde; se alcanza una germinación promedia de 74% que oscila entre 52 y 92%. La germinación es epigea.

### Manejo de las plántulas en vivero
Se recomienda hacer la propagación utilizando una mezcla de tierra con arena en proporción 2:1. El traslado a bolsa debe hacerse cuando las plántulas alcancen los 4 cm de altura. Después del trasplante es necesario dejar las plantas en la sombra y reducirla gradualmente. El material estará listo para llevar a campo cuando superen los 25 cm de altura y se hayan rusticado o endurecido un poco.